# Steinbrücke (Skopje)

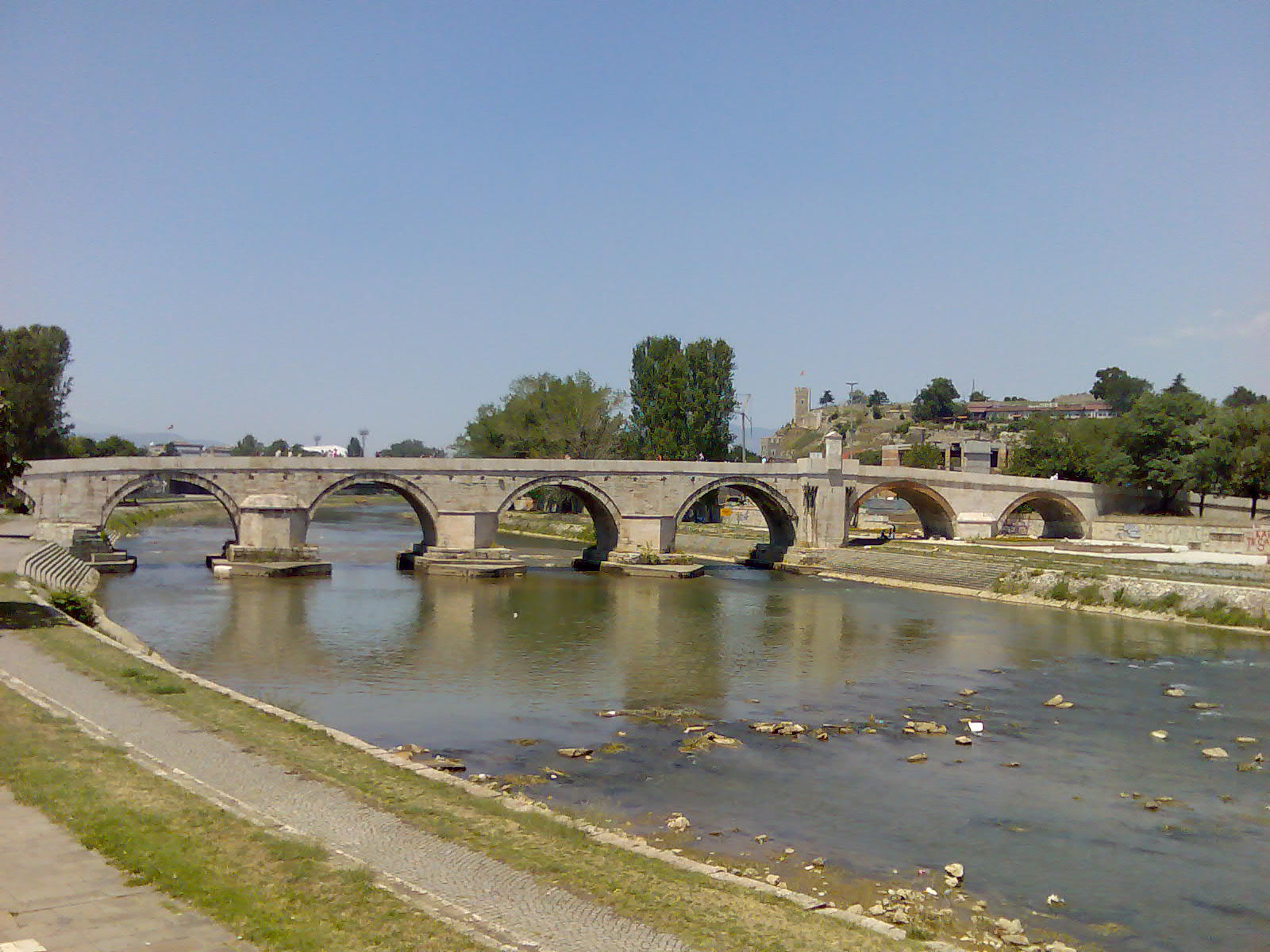
Die Steinbrücke über den Vardar in Skopje von Osten aus gesehen. Hinten rechts die Festung Kale (Aufnahme von 2008).

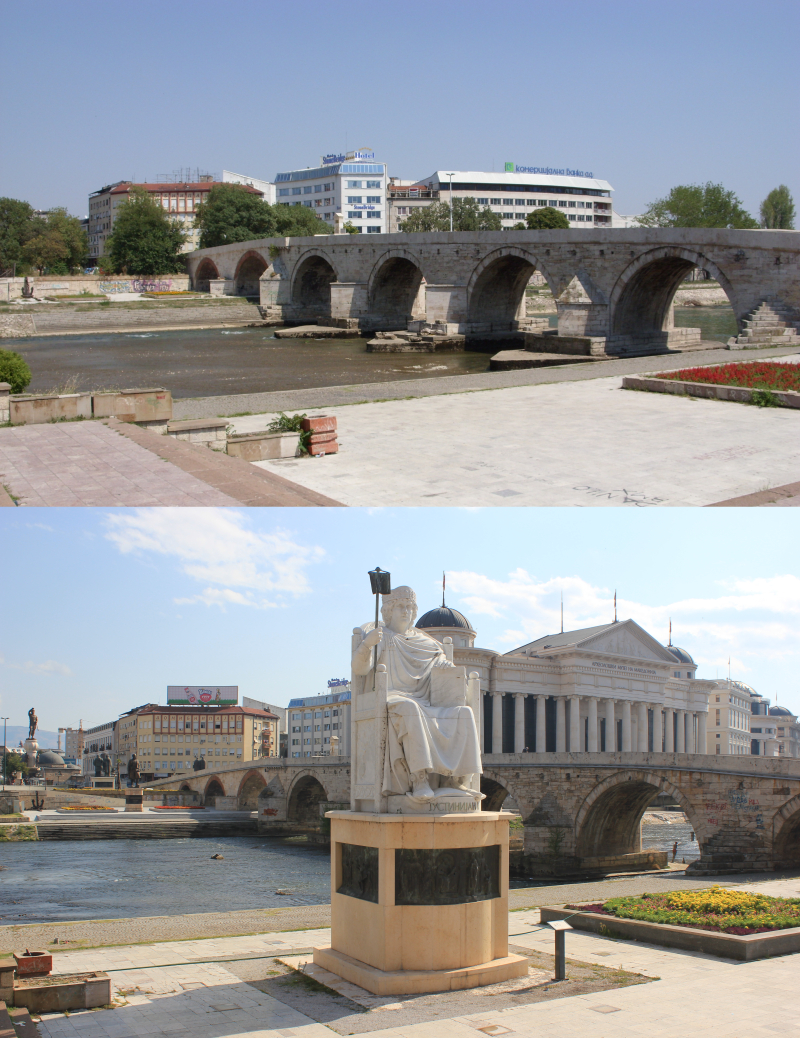
Die Brücke in ihrer städtebaulichen Umgebung 2008 (oben) und 2017 (unten)

Die Steinbrücke von Skopje (mazedonisch Камен Мост Kamen Most [hörenⓘ], albanisch Ura e Gurit, türkisch Taşköprü) ist ein Wahrzeichen der Hauptstadt Nordmazedoniens. Sie überquert den Vardar und verband einst die zwei Hälften der Altstadt. Die Steinbrücke ist auf dem Stadtwappen von Skopje dargestellt.

## Geschichte
Eine Brücke über den Vardar existierte schon in Scupi, dem  antiken Skopje, als erstmals die Römer an dieser Stelle die Fundamente legten. Im 15. Jahrhundert wurde sie dann stark ausgebaut und erhielt ihr heutiges Aussehen. Auftraggeber war Sultan Mehmed II., der die Brücke zwischen 1451 und 1469 errichten ließ. Seitdem wurde die Steinbrücke mehrere Male beschädigt. 1555 richtete ein starkes Erdbeben schweren Schaden an und zerstörte vier der Brückenpfeiler. 1944 wurde die Brücke durch die Wehrmacht mit Sprengsätzen versehen. Als Skopje jedoch befreit wurde, konnten diese entfernt und eine Zerstörung verhindert werden.

## Architektur
Die Brücke lässt sich der osmanischen Architektur zuordnen. Sie wurde aus massiven Steinblöcken gebaut und besitzt 12 Bögen. Sie hat eine Länge von 214 Metern und eine Breite von sechs Metern.